# Tamás Varga
Tamás Varga (Szolnok, 14 juli 1975) is een Hongaars waterpolospeler. Hij nam als waterpoloër tweemaal deel aan de Olympische Spelen in 2004 en 2008. Hij veroverde hierbij beide keren een gouden medaille.
In de competitie kwam Varga uit voor Vasas Sport Club.
Tibor Benedek · 
Péter Biros · 
Rajmund Fodor · 
István Gergely · 
Tamás Kásás · 
Gergely Kiss · 
Norbert Madaras · 
Tamás Molnár · 
Ádám Steinmetz · 
Barnabás Steinmetz · 
Zoltán Szécsi · 
Tamás Varga · 
Attila Vári
Tibor Benedek · 
Péter Biros · 
István Gergely · 
Norbert Hosnyánszky · 
Tamás Kásás · 
Gábor Kis · 
Gergely Kiss · 
Norbert Madaras · 
Tamás Molnár · 
Zoltán Szécsi · 
Dániel Varga · 
Dénes Varga · 
Tamás Varga